# Forças Armadas Angolanas
Le Forze armate angolane, in portoghese Forças Armadas Angolanas, sono le forze armate dell'Angola.
Le forze armate angolane includono lo Stato Maggiore delle forze armate e tre componenti: l'Esercito (Exército), la Marina (Marinha de Guerra Angolana) e l'Aeronautica (Força Aérea Nacional Angolana). Il personale totale riportato nel 2013 era di circa 107.000 uomini.
Le FAA sono dirette dal capo di stato maggiore Geraldo Sachipengo Nunda dal 2010, che riferisce al ministro della Difesa nazionale, attualmente Salviano de Jesus Sequeira.

## Storia
Le FAA succedettero alle precedenti Forze Armate Popolari per la Liberazione dell'Angola (FAPLA) a seguito degli effimeri Accordi di Bicesse con le Forze Armate per la Liberazione dell'Angola (FALA), ala armata dell'Unione nazionale per l'Indipendenza Totale dell'Angola (UNITA). Come parte dell'accordo di pace, le truppe di entrambi gli eserciti dovevano essere smilitarizzate e quindi integrate. L'integrazione non venne mai completata poiché l'UNITA e la FALA tornarono in guerra nel 1992. Successivamente, le conseguenze per il personale delle FALA a Luanda sono state dure con i veterani delle FAPLA che perseguitavano i loro ex avversari in determinate aree con atti di "giustizia sommaria".

## Esercito angolano

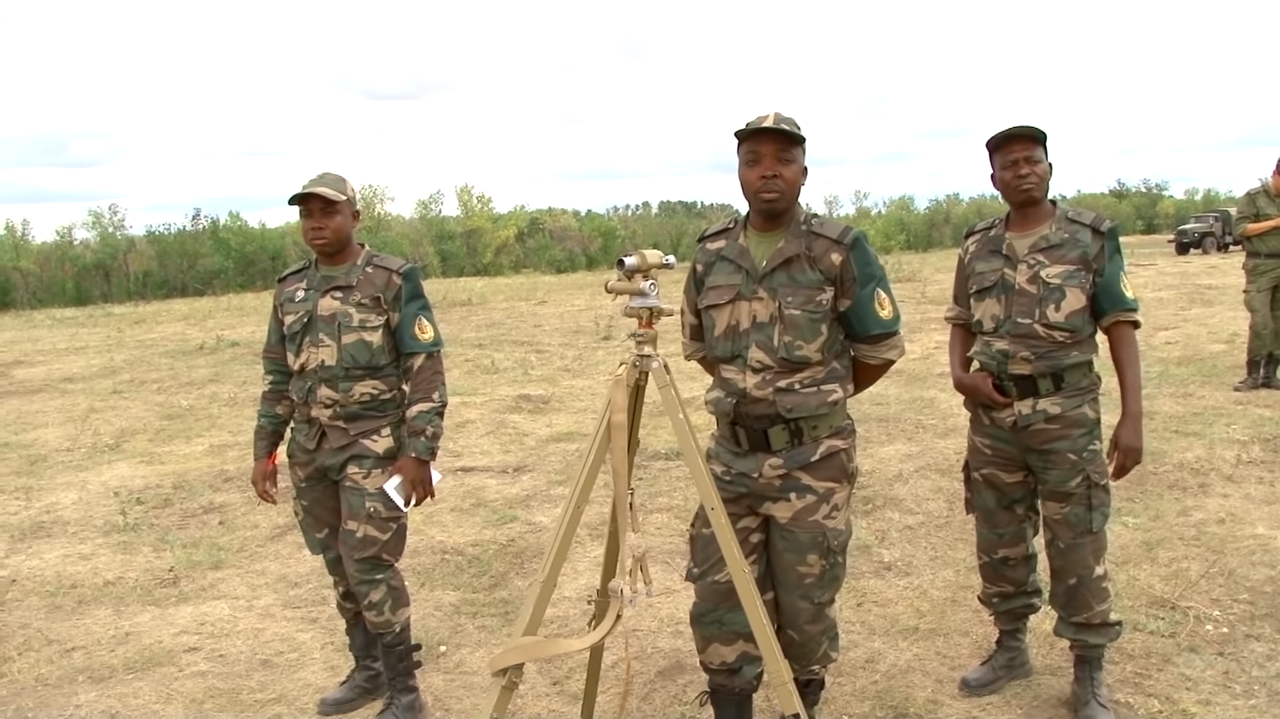
Sottotenente, tenente e capitano angolani in addestramento in Russia nell'agosto 2015

### Descrizione generale
L'esercito (Exército) è la componente terrestre delle FAA. È organizzato in sei regioni militari (Cabinda, Luanda, Nord, Centro, Est e Sud), con una divisione di fanteria situata in ciascuna di esse. Distribuite dalle sei regioni militari/divisioni di fanteria, ci sono 25 brigate di fanteria motorizzate, una brigata carri e una brigata del Genio. L'esercito comprende anche un reggimento di artiglieria, la Scuola Militare d'Artiglieria, l'Accademia militare dell'esercito, un gruppo di difesa antiaerea, un gruppo di artiglieria terrestre composito, un reggimento di polizia militare, un reggimento di trasporto logistico e una brigata d'artiglieria da campagna. L'esercito include inoltre la Brigata delle forze speciali (compresi i Commando e le unità Operazioni Speciali), ma questa unità è sotto il comando diretto dello Stato Maggiore della FAA.

### Storia
Il 1 agosto 1974, pochi mesi dopo che un colpo di Stato militare aveva rovesciato il regime di Lisbona e proclamato la sua intenzione di concedere l'indipendenza all'Angola, il MPLA annunciò la formazione delle FAPLA, che sostituirono l'EPLA. Nel 1976 le FAPLA erano state trasformate da unità di guerriglia con armi leggere in un esercito nazionale capace di operazioni sul campo prolungate.
Nel 1990-1991, l'esercito aveva dieci regioni militari e circa 73+ "brigate", ciascuna con una forza media di 1.000 uomini e comprendente fanteria, carri armati, APC, artiglieria e unità AA secondo necessità. La Biblioteca del Congresso disse nel 1990 che "[t] 91.500 uomini dell'esercito regolare sono stati organizzati in più di settanta brigate che vanno da 750 a 1.200 uomini ciascuna e distribuite in tutte le dieci regioni militari. La maggior parte delle regioni è comandata da tenenti colonnelli, con i maggiori come vice comandanti, ma alcune regioni sono comandati da un maggiore. Ogni regione consiste da una a quattro province, con una o più brigate di fanteria assegnate. Le brigate sono generalmente disperse in formazioni di battaglione o unità più piccole per proteggere il terreno strategico, i centri urbani, gli insediamenti e le infrastrutture critiche come ponti e fabbriche. Gli agenti del controspionaggio sono stati assegnati a tutte le unità sul campo per contrastare l'infiltrazione dell'UNITA. Sono state indicate diverse capacità di combattimento dell'esercito dalle sue numerose brigate di fanteria regolari e motorizzate con carri armati, artiglieria e unità di difesa aerea in organico o distaccate; due brigate di fanteria della milizia; quattro brigate di artiglieria antiaerea; dieci battaglioni di carri armati; e sei battaglioni di artiglieria. Queste forze sono concentrate maggiormente in luoghi di importanza strategica e di conflitto ricorrente: la Provincia di Cabinda, l'area intorno alla capitale, produttrice di petrolio, e le province meridionali dove operano l'UNITA e le forze sudafricane".
Il 3 maggio del 2007 venne riportato che la brigata delle Forze speciali delle forze armate angolane (FAA) che si trovava nella regione di Cabo Ledo, nel nord della Provincia di Bengo, avrebbe ospitato una celebrazione del 29º anniversario delle forze armate. La brigata venne formalmente costituita il 5 maggio 1978 e al momento era sotto il comando del colonnello Paulo Falcao.
Nel 2011 venne riportato che l'esercito era di gran lunga il più grande dei servizi, con circa 120.000 uomini e donne. L'esercito angolano ha circa 29.000 "lavoratori fantasma" che rimangono iscritti nelle file delle FAA e quindi percepiscono un salario.
A partire dal 2011, l'IISS riferì che le forze di terra avevano 42 reggimenti corazzati/fanteria ('distaccamenti/gruppi - forza varia') e 16 "brigate" di fanteria. Queste probabilmente comprendevano fanteria, carri armati, APC, artiglieria e unità AA secondo necessità. Le principali attrezzature includevano oltre 140 carri armati da combattimento, 600 veicoli da ricognizione, più di 920 AFV, veicoli da combattimento della fanteria, 298 obici.
Nel 2013, l'Istituto internazionale di studi strategici riferì che le FAA avevano sei divisioni, la 1a, la 5a e la 6a con due o tre brigate di fanteria, e la 2a, la 3a e la 4a con 5-6 brigate di fanteria. La 4ª divisione comprendeva un reggimento corazzato. Vennero segnalati anche una brigata corazzata separata e una brigata di forze speciali.

### Equipaggiamento dell'Esercito
L'esercito gestisce una grande quantità di armamenti dei patti russo, sovietico ed ex-Varsavia. Una grande quantità di sue attrezzature è stata acquisita negli anni '80 e '90, molto probabilmente a causa delle ostilità con i paesi vicini e della sua guerra civile che durò dal novembre 1975 fino al 2002. Vi è un interesse da parte dell'esercito angolano per il lanciarazzi multiplo brasiliano ASTROS II.

#### Armi di fanteria
Molte delle armi dell'Angola sono di origine coloniale portoghese e del Patto di Varsavia. Jane's Information Group elenca le seguenti come in servizio:
- I fucili in servizio con l'esercito sono l'AK-47, l'AKM, il FN FAL, il Fucile d'Assalto G3, la SKS e l'IMI Tavor.[14]
- Le pistole sono la Makarov, la Stechkin APS e la Tokarev TT.
- Le pistole mitragliatrici includono la Škorpion vz. 61, la Star Z-45, lo Uzi ed il mitra FBP.
- Le mitragliatrici sono la RP-46, la RPD, la Vz. 52 e la mitragliatrice pesante DŠK.
- I lanciagranate includono il lanciagranate automatico AGS-17.
- I mortai includono il 120-PM-43 (500 in servizio) e l'82-PM-41 (250 in servizio).[15]
- Le armi anticarro sono l'RPG-7, il 9K111 Fagot (650 ordinati nel 1987),[16] il 9K11 Maljutka, il B-10 e il B-11.[17]

#### Carri armati da combattimento
- Tra 116 e 267 carri armati medi T-55AM-2.[18] 281 T-55 furono ordinati tra il 1975 e il 1999. 267 T-55AM-2 vennero consegnati da Bulgaria e Slovacchia nel 1999.[16]
- 22 carri armati da combattimento T-72M1. Ricevuti dalla Bielorussia nel 1999.[15]
- 18 carri armati da combattimento T-62. 364 furono ordinati negli anni '80 e '90.[16]
- 12 PT-76 carri leggeri anfibi.[18] 68 ordinati nel 1975 dall'Unione Sovietica.[16]

#### Veicoli corazzati
- 150 veicoli da combattimento della fanteria BMP-1.[18]
- 62 veicoli da combattimento della fanteria BMP-2.[18]
- 10 veicoli da combattimento della fanteria BMD-3.[18]
- 195 Veicolo Anfibio Corazzato da Ricognizione BRDM-2 e 120 BRDM-1.[19]
- 62 veicoli trasporto truppe BTR-60 e 50 OT-62 TOPAS[15][16]
- 45 veicoli di mobilità della fanteria Casspir NG 2000B[20]
- 24 veicoli trasporto truppe EE-11 Urutu[18]

#### Artiglieria
- 12 semoventi d'artiglieria 2S1 Gvozdika 122 mm (Acquistati nel 2000 dalla Repubblica Ceca).
- 4 semoventi d'artiglieria 2S3 Akatsiya 152 mm (Acquistati nel 1999 dalla Bulgaria).
- 12 semoventi d'artiglieria 2S7 Pion 203 mm (Acquistati nel 2000 dalla Repubblica Ceca).[16]
- Cifra sconosciuta di cannoni anticarro M1942 ZiS-3
- ~280 obici D-30 122 mm(28 dal Kazakistan nel 1998, 12 dalla Bielorussia, 240 dall'Unione Sovietica negli anni '80)[16]
- 4 obici D-20.[16]
- Cifra sconosciuta di cannoni da campagna 85 mm D-44.
- 48 cannoni M-46 130 mm[18]
- 75 lanciarazzi multiplo BM-21 Grad
- 40 lanciarazzi multiplo RM-70

#### Armamento antiaereo
- 20 semoventi antiaerei ZSU-23-4 Shilka.
- 40 semoventi antiaerei ZSU-57-2[19]
- Cifra sconosciuta di cannoni antiaerei ZU-23-2, 57 mm AZP S-60, M-1939, ZPU-4 ed M-55.[18]
- 40 sistemi di difesa aerea ad alta quota SA-2 Guideline.
- 12 SA-3 Goa
- 25 SA-6
- Cifra sconosciuta di SA-7 Grail
- 15 SA-8
- 20 SA-9 Gaskin
- 10 SA-13
- Cifra sconosciuta di SA-14 Gremlin e SA-16 Gimlet.

#### Altri veicoli
- Camion Ural-4320
- Star 266
- KrAZ-6322

## Aeronautica militare
La Forza Aerea Nazionale dell'Angola (FANA,  Força Aérea Nacional de Angola) è la componente aerea delle FAA. È organizzata in sei reggimenti aerei, ciascuno con diversi squadroni. A ciascuno dei reggimenti corrisponde una base aerea. Oltre ai reggimenti aerei, c'è anche una scuola di addestramento per piloti.
Il personale totale della Força Aérea Nacional Angolana è sugli 8.000 uomini; il suo equipaggiamento comprende velivoli da trasporto e sei aerei da caccia Sukhoi Su-27 russi. Nel 2002 uno venne perso durante la guerra civile con le forze dell'UNITA.
Nel 1991, l'Aeronautica Militare/Forze di Difesa Aerea aveva 8.000 persone e 90 aerei con capacità di combattimento, di cui 22 caccia, 59 caccia aerei da attacco al suolo e 16 elicotteri d'attacco.

## Marina militare angolana
La Marina Militare dell'Angola (MGA, Marinha de Guerra de Angola) è la componente navale della FAA. È organizzata in due zone navali (nord e sud), con basi navali a Luanda, Lobito e Moçâmedes. Comprende una Brigata dei Marines e una Scuola dei Marines, con sede ad Ambriz. La Marina Militare conta circa 1.000 persone e gestisce solo una manciata di piccole imbarcazioni e chiatte di pattuglia.
La Marina Militare angolana (MGA) è stata trascurata e ignorata come arma militare principalmente a causa della guerriglia contro i portoghesi e della natura della guerra civile. Dai primi anni '90 ad oggi la Marina Militare angolana si è ridotta da circa 4.200 uomini a circa 1.000, con conseguente perdita delle capacità e delle competenze necessarie per mantenere l'equipaggiamento. Al fine di proteggere i 1600 km di costa dell'Angola, la Marina Militare angolana è in fase di ammodernamento, ma è ancora carente in molti modi. Il Portogallo fornì l'addestramento attraverso il suo programma di cooperazione militare tecnica (CMT). La Marina Militare sta richiedendo l'approvvigionamento di una fregata, tre corvette, tre pattugliatori in mare aperto e ulteriori pattugliatori veloci.
La maggior parte delle navi nell'inventario della marina militare risalgono agli anni '80 o anche prima e molte delle sue navi sono inutilizzabili a causa dell'età e della mancanza di manutenzione. Tuttavia, la marina militare acquistò nuove barche da Spagna e Francia nel 1990. La Germania consegnò diversi Fast Attack Craft per la protezione delle frontiere nel 2011.
Nel settembre 2014 venne segnalato che la Marina Militare angolana avrebbe acquisito sette navi pattugliatori classe Macaé dal Brasile, come parte di un protocollo tecnico d'intesa (PTI) relativo alla produzione di navi come parte del Programma di Sviluppo della potenza navale dell'Angola (Pronaval). Le forze armate dell'Angola mirano a modernizzare la loro capacità navale, presumibilmente a causa dell'aumento della pirateria marittima nel Golfo di Guinea, che potrebbe avere un effetto negativo sull'economia del paese.
L'inventario attualmente noto della Marina Militare include le seguenti:
- Fast attack craft
  - 4 navi classe Mandume (tipo Bazan Cormoran, ristrutturate nel 2009)
- Guardacoste
  - 3 guardacoste Patrulheiro lunghi 18.3m (ristrutturati nel 2002)[24]
  - 5 ARESA PVC-170
  - 2 motovedette portuali classe Namacurra
- Guardiacoste della pesca
  - Ngola Kiluange e Nzinga Mbandi (consegnate nel settembre e ottobre 2012 dai cantieri navali Damen) (gestite da personale della Marina sotto il Ministero dell'agricoltura, dello sviluppo rurale e della pesca)
  - FRV 2810 28 metri (Pensador) (Gestita da personale della Marina sotto il Ministero dell'agricoltura, dello sviluppo rurale e della pesca)[25]
- Landing craft
  - LDM-400 - 1 o 3 (ha riferito problemi di manutenzione)
- Equipaggiamento di difesa costiera (CRTOC)
  - Sistema radar Sepal SS-C1

La marina militare ha anche diversi aerei per il pattugliamento marittimo:
| Aereo      | Origine     | Tipo                     | Versioni | In servizio | Note |
| ---------- | ----------- | ------------------------ | -------- | ----------- | ---- |
| Fokker F27 | Paesi Bassi | Trasporto medio          |          | 1           |      |
| EMB 111    | Brasile     | Pattugliamento marittimo |          | 2           |      |
| Boeing 707 | USA         | Pattugliamento marittimo |          | 1           |      |

## Forze speciali
Le FAA comprendono diversi tipi di forze speciali, in particolare i Commando, le Operazioni speciali e i Marines. Le forze speciali angolane seguono il modello generale delle analoghe forze speciali portoghesi, ricevendo un addestramento simile.
I Commando e le forze speciali fanno parte della Brigata delle forze speciali (BRIFE, Brigada de Forças Especiais), con sede a Cabo Ledo, nella Provincia di Bengo. Il BRIFE comprende due battaglioni di commando, un battaglione di operazioni speciali e unità secondarie di supporto al combattimento e supporto al servizio. Il BRIFE includeva anche il Gruppo di azioni speciali (GAE, Grupo de Ações Especiais), attualmente inattivo e dedicato alle operazioni di ricognizione a lungo raggio, alle operazioni di copertura ed al sabotaggio. Nella base di Cabo Ledo è situata anche la Scuola di addestramento delle forze speciali (EFFE,  Escola de Formação de Forças Especiais). Sia il BRIFE che l'EFFE sono direttamente sotto la Direzione delle forze speciali dello stato maggiore delle forze armate.
I marines (fuzileiros navais) costituiscono la Brigata dei Marines della Marina militare angolana. La Brigata dei Marines non dipende in modo permanente dalla Direzione delle Forze Speciali, ma può distaccare le sue unità e i suoi elementi da mettere sotto il comando di quel corpo per la conduzione di esercitazioni od operazioni reali.
Dopo lo scioglimento del battaglione aerotrasportato angolano nel 2004, la FAA non ha un'unità aerotrasportata specializzata. Tuttavia, elementi di commando, operazioni speciali e marine sono abilitati al paracadute.

## Schieramenti esteri
Il principale sforzo della controguerriglia delle FAPLA era diretto contro l'UNITA nel sud-est e le sue capacità convenzionali si mostrarono soprattutto nella non dichiarata guerra d'indipendenza della Namibia. Le FAPLA effettuarono la loro prima missione di assistenza esterna con l'invio da 1.000 a 1.500 soldati a São Tomé e Príncipe nel 1977 per rafforzare il regime socialista del presidente Manuel Pinto da Costa. Nel corso degli anni successivi, le forze angolane condussero esercitazioni congiunte con i loro omologhi e scambiarono visite tecniche operative. Il corpo di spedizione angolano venne ridotto a circa 500 uomini nei primi mesi del 1985.
Le forze armate angolane vennero polemicamente coinvolte nell'addestramento delle forze armate degli stati soci lusofoni di Capo Verde e della Guinea-Bissau. Nel caso di quest'ultimo, il colpo di Stato in Guinea-Bissau del 2012 venne citato dai golpisti come dovuto al coinvolgimento dell'Angola nel tentativo di "riforma" dei militari in connivenza con la leadership civile.
Un piccolo numero del personale delle FAA è di stanza nella Repubblica Democratica del Congo (Kinshasa) e nella Repubblica del Congo (Brazzaville). Una presenza durante i disordini in Costa d'Avorio del 2010–2011 non venne confermata ufficialmente. Tuttavia, il Frankfurter Allgemeine Zeitung, citando Jeune Afrique, disse che tra le guardie del presidente Gbagbo vi erano 92 uomini dell'Unità della Guardia Presidenziale del presidente Dos Santos. L'Angola è fondamentalmente interessata alla partecipazione delle operazioni delle FAA dell'Unione africana e ha formato unità speciali per questo scopo.